# Ana Paula Sinaportar
Ana Paula Sinaportar (Maputo, 5 de Setembro de 2000) é uma jogadora de vôlei de praia moçambicana que joga em dupla com Vanessa Muianga, representando Moçambique. A dupla recebeu a medalha de prata na 13ª edição dos Jogos Africanos 2023, realizados em março de 2024.

## Percurso
Ana Paula começou a jogar voleibol de salão em 2011, influenciada pela sua professora de Ciências Sociais, que via alguma potencialidade nela. Em 2015, Ana recebeu e aceitou o convite para jogar pelos juniores da equipa da Universidade Pedagógica de Nampula, de vólei de salão. Em 2016, esteve num Nacional do escalão, realizado em Pemba, e saiu em segundo lugar. Em 2017, novamente, ficou na segunda posição no Nacional que teve lugar em Nampula. Em 2018, foi convocada para a Selecção de sub-19 de vólei de praia. De Maputo, foi competir em países como Congo, Argélia, China e Argentina.
Em 2023 Ana Paula Sinaportar e Vanessa Muianga conquistaram o circuito regional de voleibol de praia em Moçambique, ao derrotarem as compatriotas Natália Intego e Ângela Tembe no sétimo título consecutivo da zona VI conquistado pela dupla. A dupla amealhou 1680 pontos que valem a conquista do título de campeãs desta competição, deixando a concorrência a mais de quatro centenas de pontos, pois a equipa segunda classificada só conquistou 1262, terminando por isso em segundo lugar. pois a equipa segunda classificada composta pelas moçambicanas Angela Tembe e Natália Intego só conquistou 1262, terminando por isso em segundo lugar.  
Ana Paula Sinaportar e Vanessa Muianga foram sete vezes campeãs da Zona VI. As duas atletas mantêm o status da dupla mais formidável na região sul da África. Além de suas conquistas internacionais, Ana Paula e Vanessa Muianga ganharam vários títulos nacionais. A dupla ganhou uma medalha de prata nos Jogos Africanos, realizados na capital de Gana, Acra em março de 2024.
Em 2024 a dupla Ana Paula Sinaportar e Vanessa Muianga não participou da última janela de qualificação para os Jogos Olímpicos, Paris,  devido à desistência da Ana Paula, pela mesma conseguido uma bolsa de estudo para prosseguir com a sua formação académica.
O selecionador nacional de vólei de praia, Alexandre Pontel, considerou que a desistência da Ana Paula Sinaportar da qualificação foi um grande revês para Moçambique, e para a modalidade, que sonhava com uma possível presença nos Jogos Olímpicos.

## Prêmios
- Medalha de Prata  junto com Vanessa Muianga na 13ª edição dos Jogos Africanos 2023, realizados em março de 2024.[6][6]